# Ruta Provincial 73 (Buenos Aires)
La Ruta Provincial 73 es una carretera pavimentada de 55 km de extensión ubicada en el sur de la provincia de Buenos Aires, Argentina.
La ruta une la ciudad de Claromecó con la Ruta Provincial 72 y la Ruta Nacional 228 hacia la ciudad de Tres Arroyos.

## Localidades
Claromecó, acceso a San Francisco de Bellocq.

## Puntos estratégicos de la Ruta 73
- km 0: Rotonda "El Pescado"
- km 9: Laguna de Gil
- km 16:"Boliche La Curva"
- km 21:"Monte de Guisasola"
- km 32: Acceso a San Francisco de Bellocq
- km 40: Curva de Olsen
- km 55: Acceso a Claromecó